# Kenji Fujimori
Kenji Gerardo Fujimori Higuchi (Lima, Peru, 19 de maio de 1980), conhecido popularmente como Kenji, é um congressista fujimorista e político peruano.  É filho do ex-ditador peruano Alberto Fujimori e de Susana Higuchi, tem três irmãos: Hiro Alberto, Sachi Marcela e Keiko Fujimori. Em 2011 concorre ao Congresso pela Fuerza Popular, partido político liderado por sua irmã Keiko, sendo o congressista mais votado naquela eleição.